# 1905
| 1905                                                        |
| ----------------------------------------------------------- |
| Dødsfald - Fødsler                                          |
| • Begivenheder • Film • Musik • Politik • Sport • Videnskab |

| Gregoriansk kalender | 1905 MCMV               |
| Ab urbe condita      | 2658                    |
| Armensk kalender     | 1354 ԹՎ ՌՅԾԴ            |
| Kinesiske kalender   | 4601 – 4602 甲辰 – 乙巳 |
| Etiopisk kalender    | 1897 – 1898             |
| Jødisk kalender      | 5665 – 5666             |
| Hindukalendere       |                         |
| - Vikram Samvat      | 1960 – 1961             |
| - Shaka Samvat       | 1827 – 1828             |
| - Kali Yuga          | 5006 – 5007             |
| Iransk kalender      | 1283 – 1284             |
| Islamisk kalender    | 1323 – 1324             |

Kendt som fysikkens mirakel-år, hvor Albert Einstein publicerer ikke mindre end tre banebrydende artikler, der hver for sig kunne have været en Nobelpris værd.
For Norge begynder et ny kapitel i historien som selvstændig stat, mens på Island begynder telekommunikationen med udlandet.
Konge i Danmark: Christian 9. 1863-1906
Se også 1905 (tal)

## Begivenheder

### Januar
- 1. januar - officiel åbning af den transsibiriske jernbane, som ender i Vladivostok i Østrusland
- 2. januar – den russiske besætning i Port Arthur overgav sig til japanerne. Admiral Rodestvenskij anmodede om forstærkninger hjemmefra.
- 2. januar – Charles Dillon Perrine opdagede Jupitermånen Elara.
- 5. januar – Danmarks første venstreregering bliver sprængt på grund af militærpolitisk uenighed.
- 22. januar – massakre på en ubevæbnet arbejderdemonstration i St. Petersborg i Rusland; Den Blodige Søndag blever starten til en folkerejsning ledet af blandt andre Lev Trotskij
- 24. januar - togulykke i Sønderborg
- 26. januar - Verdens største diamant på 3.106 karat bliver fundet i Premierminen ved Pretoria i Sydafrika. Den får navnet Cullinan-diamanten efter minens opdager og blev forarbejdet til 106 slebne diamanter. Den største af disse var på 530,2 karat.

### Marts
- 17. marts – Albert Einstein publicerer sin banebrydende artikel om den fotoelektriske effekt hvor han forklarer kvantisering af lys

### April
- 4. april - Et jordskælv rammer Kangra i Indien. 370.000 mennesker omkommer.
- 18. april – Færøernes første kvindeblad kommer ud med titlen Oyggjarnar (Øerne) ved Súsanna Helena Patursson

### Maj
- 11. maj – Albert Einstein publicerer sin banebrydende artikel om Brownske bevægelser.
- 21. maj – Det Radikale Venstre stiftes

### Juni
- 7. juni – Norge erklærer opløsningen af Den svensk-norske union
- 25. juni - i Hollænderdybet bliver skoleskibet Georg Stage vædret af den engelske damper Ancona - 22 søfartselever omkommer
- 26. juni – Første telegram til Island sendes ved Guglielmo Marconis radio fra England, før der kom et søkabel 1906.
- 30. juni – Albert Einstein publicerer sin banebrydende artikel om den specielle relativitetsteori

### Juli
- 31. juli - Kejser Wilhelm 2. af Tyskland besøger København.

### August
- 5. august - Norge stemmer om selvstændighed fra Sverige
- 6. august – i Boulogne-sur-Mer (Frankrig) begynder den første Esperanto-verdenskongres
- 13. august – Folkeafstemning i Norge: 368.208 nordmænd stemmer for opløsningen af unionen med Sverige, kun 184 imod

### September
- 5. september — Den russisk-japanske krig afsluttes ved underskrivelsen af Portsmouth-traktaten
- 7. september -  et jordskælv i Italien dræber tusinder og ødelægger mange landsbyer.
- 12. september – Københavns Rådhus bliver officielt indviet efter en byggeperiode på 13 år
- 23. september - Norge og Sverige underskriver Karlstad-konventionen, der ophæver Den svensk-norske union

### Oktober
- 16. oktober – Norge bliver formelt uafhængig af Sverige.
- 16. oktober – officiel åbning af den transsibiriske jernbane, som ender i Vladivostok ved Ruslands stillehavskyst
- 26. oktober - ved Karlstad-konventionen bliver Norge omsider en selvstændig stat, da det sidste bånd til Sverige kappes. Siden 1814 havde Norge haft konge og udenrigspolitik fælles med Sverige

### November
- 7. november - Finley Preston henrettes ved hængning i staten Tennessee i USA. Det var den sidste henrettelse ved hængning i staten, og den sidste offentlige henrettelse
- 12-13. november - En norsk folkeafstemning (12.–13. november) giver flertal for et monarki
- 18. november – Prins Carl bliver konge af Norge under navnet Haakon 7
- 25. november - den danske prins Carl ankommer til Oslo, hvor han bliver norsk konge under navnet Haakon 7
- 28. november – det irske parti Sinn Féin (= "Os selv") grundlægges i Dublin af Arthur Griffith

### December
- 2. december - Norsk Hydro oprettes som salpeterfabrik
- 5. december - på Langelinie bliver et monument for Danmarksekspeditionen afsløret. Monumentet er udarbejdet af Kai Nielsen
- 9. december – I Frankrig udstedes dekret om adskillelse af stat og kirke.
- Musikkonservatoriet Juilliard School grundlægges i New York, USA.

## Født
- 14. januar – Holger Boland, kgl. dansk operasanger og skuespiller (død 1989).
- 31. januar – Eva Miriam Hart, overlevende fra RMS Titanics forlis (død 1996).
- 2. februar – Ayn Rand, russisk/amerikansk forfatter og filosof (død 1982).
- 17. februar – Poul Bang, dansk filminstruktøt og -producent (død 1967).
- 6. marts – Mogens Zieler, dansk maler og tegner (død 1983).
- 19. marts – Albert Speer, nazitysk arkitekt og politiker (død 1981).
- 24. marts – Knud Vad Thomsen, dansk komponist (død 1971).
- 24. marts – Ego Brønnum-Jacobsen, dansk skuespiller (død 1978).
- 9. april – Per Federspiel, dansk politiker og minister (død 1994).
- 18. april – Hans Scherfig, dansk forfatter (død 1979).
- 30. april – Sergey Nikolsky, russisk matematiker (død 2012).
- 15. maj – Joseph Cotten, amerikansk skuespiller (død 1994).
- 16. maj – Henry Fonda, amerikansk skuespiller (død 1982).
- 29. maj – Sebastian Shaw, engelsk skuespiller (død 1994).
- 12. juni – Lili Lani, dansk skuespiller (død 1996).
- 21. juni – Jean-Paul Sartre, fransk filosof og forfatter (død 1980).
- 30. juni – Maritta Marke, svensk skuespiller og sanger (død 1983).
- 23. juli – Leopold Engleitner, østrigsk foredragsholder (død 2013).
- 3. august – Karin Nellemose, dansk skuespiller (død 1993).
- 8. august – Edouard Mielche, dansk skuespiller (død 1969).
- 31. august – Bo Giertz, svensk biskop og forfatter (død 1998).
- 2. september – Knud Ejler Løgstrup, dansk filosof og teolog (død 1981).
- 18. september – Greta Garbo, svensk/amerikansk skuespiller (død 1990).
- 21. september – Poul Petersen, dansk skuespiller og teaterdirektør (død 1986).
- 22. september – Haakon Lie, norsk politiker (død 2009).
- 26. september – Emilio Navarro, Puerto Rico baseball-spiller (død 2011).
- 28. september – Max Schmeling, tysk bokser (død 2005).
- 30. september – Nevill Francis Mott, engelsk fysiker (død 1996).
- 20. oktober – Gunnar "Nu" Hansen, dansk sportsjournalist (død 1993).
- 21. oktober – Mads Clausen, dansk grundlægger (død 1966).
- 31. oktober – Gunnar Lauring, dansk skuespiller (død 1968).
- 5. november – Miskow Makwarth, dansk skuespiller (død 1992).
- 18. november – Peter Poulsen, dansk skuespiller (død 2006).
- 4. december – Pauli Jørgensen, dansk fodboldspiller (død 1993).
- 16. december – Piet Hein, dansk forfatter (gruk), designer og opfinder (død 1996).
- 18. december – Irving Kahn, amerikansk investor (død 2015).
- 24. december – Howard Hughes,  amerikansk flypioner, forretningsmand, milliardær, filmproducer og instruktør (død 1976)

## Dødsfald
- 15. februar – Lewis Wallace, amerikansk forfatter (født 1827).
- 19. februar – Viggo Kalhauge, dansk komponist (født 1840).
- 5. marts – Hans Valdemar Sthyr, dansk biskop, politiker og minister (født 1838).
- 9. marts – Ludvig Fenger, dansk arkitekt (født 1833).
- 15. marts – Amalie Skram, norsk/dansk forfatter (født 1846).
- 24. marts – Jules Verne, fransk forfatter (født 1828).
- 30. juli – Hans Bekkevold, norsk/dansk brygmester (født 1837).
- 31. juli – Theodor Wessel, dansk handelsmand og grundlægger (født 1842).
- 18. august - Albert Edelfelt, finlandssvensker maler og tegner (født 1854).
- 24. august – Fritz Koch, dansk arkitekt (født 1857).
- 15. oktober – Pietro Krohn, dansk maler og museumsdirektør (født 1840).
- 27. oktober - Ralph Copeland, britisk astronom (født 1837).
- 28. oktober – Johan Louis Ussing, dansk filolog og arkæolog (født 1820).
- 6. december – Viggo Stuckenberg, dansk digter (født 1863).

## Nobelprisen
- Fysik – Philipp Eduard Anton von Lenard
- Kemi – Johann Friedrich Wilhelm Adolf von Baeyer
- Medicin – Robert Koch
- Litteratur – Henryk Sienkiewicz
- Fred – Bertha von Suttner

## Sport
- 9. september – Battling Nelson bliver den første danskfødte bokser, der bliver verdensmester, da han i Colma, Californien slår den forsvarende mester Jimmy Britt ud i 18. omgang i et opgør om titlen i letvægt.

## Geografi
- Vejen Jakob Dannefærds Vej på Frederiksberg færdiggøres. Det forløb som den fik i 1905, er det samme som den har i dag.